# پائولا گاسمن
پائولا گاسمن (ایتالیایی: Paola Gassman؛ ‏۲۹ ژوئن ۱۹۴۵ – ۹ آوریل ۲۰۲۴) بازیگر اهل ایتالیا بود.
از فیلم‌هایی که وی در آن‌ها نقش داشته است، می‌توان به اعتراض عمومی اشاره نمود.